# K.C. Oakley
K.C. Oakley (ur. 5 maja 1988) – amerykańska narciarka dowolna, specjalizująca się w jeździe po muldach. Jak dotąd nie startowała na igrzyskach olimpijskich i Mistrzostwa świata. Najlepsze wyniki w Pucharze Świata, osiągnęła w sezonie 2011/2012, kiedy to zajęła 26. miejsce w klasyfikacji generalnej, a w klasyfikacji jazdy po muldach zajęła 9. miejsce.

## Sukcesy

### Puchar Świata

#### Miejsca w klasyfikacji generalnej
- 2011/2012 – 26.
- 2012/2013 – 47.
- 2013/2014 – 160
- 2014/2015 –

#### Miejsca na podium
1. Calgary – 28 stycznia 2012 (Jazda po muldach)
2. Deer Valley – 9 stycznia 2015 (Jazda po muldach)